# 2(x)ist
2(X)IST (pronuncia-se "to exist";em português: existir) é uma marca de moda de luxo americana que fabrica roupas íntimas masculinas, roupas de banho, roupas esportivas, roupas esportivas, meias e relógios. A 2(X)IST também lançou uma linha feminina com roupas esportivas, roupas de dormir e íntimas.

## História
A 2(X)IST foi fundada em 1991 por Gregory Sovell, que saiu em 2005. A sede da 2(X)IST está localizada no centro de Manhattan, na cidade de Nova York.